# Bośnia i Hercegowina na Mistrzostwach Świata w Lekkoatletyce 2009
Bośnia i Hercegowina na Mistrzostwach Świata w Lekkoatletyce 2009 – reprezentacja Bośni i Hercegowiny podczas czempionatu w Berlinie liczyła tylko 1 członka. Zawodnik z tego kraju zajął 9. miejsce w finale swojej konkurencji.

## Występy reprezentantów Bośni i Hercegowiny

### Mężczyźni
- Pchnięcie kulą
  - Hamza Alić z wynikiem 20,00 zajął 9. miejsce